# Mann (Familienname)
Mann ist ein deutscher Familienname. Der Name geht zurück auf Mann und mittelalterliche Nebenbedeutungen des Begriffs (tüchtiger Kerl, Lehnsmann, Vasall, Ministeriale) sowie auf Ableitungen aus den altdeutschen Rufnamen Maganhart, Mannhart, Manno.

## Namensträger

### A
- Aarti Mann (* 1978), US-amerikanische Schauspielerin
- Abby Mann (1923–2008), US-amerikanischer Drehbuchautor und Filmproduzent
- Abijah Mann junior (1793–1868), US-amerikanischer Jurist und Politiker
- Adolf Mann (1890–1971), deutscher Unternehmensgründer
- Agnes Mann (1907–1994), deutsche Glasmalerin
- Aimee Mann (* 1960), US-amerikanische Sängerin
- Alakina Mann (* 1990), britische Schauspielerin
- Albert Mann (1902–1964), deutscher Maler und Grafiker
- Albert Russell Mann (1880–1947), US-amerikanischer Agrarwissenschaftler
- Albin Mann (1883–1960), deutscher Politiker (SPD)
- Albrecht Mann (Politiker) (1812–1868), deutscher Richter und Politiker
- Albrecht Mann (Bauhistoriker) (1925–2003), deutscher Bauhistoriker und Hochschullehrer
- Alex Mann (Schauspieler) (1941–2010), US-amerikanischer Schauspieler
- Alex Mann (Drehbuchautor), Drehbuchautor und Regisseur
- Alex Mann (Rugbyspieler) (* 2002), walisischer Rugby-Union-Spieler
- Alexander Mann (Maler) (1853–1908), schottischer Künstler
- Alexander Mann (Bobfahrer) (* 1980), deutscher Bobfahrer
- Alfred Mann (Unternehmer) (1875–1929), deutscher Textilunternehmer und Verbandsfunktionär
- Alfred Mann (Pädagoge) (1889–1937), deutscher Pädagoge
- Alfred Mann (Musikwissenschaftler) (1917–2006), deutsch-US-amerikanischer Musikwissenschaftler und Chorleiter
- Alfred E. Mann (Al Mann; 1925–2016), US-amerikanischer Unternehmer und Philanthrop
- Allan Mann, britischer Bauingenieur
- Aman Mann, indischer Filmproduzent
- Ambrose Dudley Mann (1801–1889), US-amerikanischer Diplomat
- Ami Canaan Mann (* 1969), US-amerikanische Regisseurin und Drehbuchautorin
- André Mann (* 1970), deutscher Schauspieler und Synchronsprecher
- Andrea Mann (* 1965), deutsche Tischtennisspielerin
- Andreas Mann (* 1967), deutscher Wirtschaftsmediator und Moderator
- Andy Mann (1949–2001), US-amerikanischer Videokünstler
- Angelika Mann (* 1949), deutsche Sängerin
- Annemie Mann, deutsche Tischtennisspielerin
- Annette Mann (* 1977), deutsche Luftfahrtmanagerin
- Anthony Mann (1906–1967), US-amerikanischer Filmregisseur
- Arthur Mann (Fußballspieler) (1948–1999), schottischer Fußballspieler
- Arthur Henry Mann (1850–1929), britischer Organist und Komponist
- Artur Mann (* 1990), deutscher Boxer

### B
- Bhagwant Mann (* 1973), indischer Politiker
- Barry Mann (* 1939), US-amerikanischer Songwriter und Musikproduzent
- Bernd Mann (* 1954), deutscher Musiker und Komponist
- Bernhard Mann (Historiker) (* 1936), deutscher Historiker und Hochschullehrer
- Bernhard Mann (Soziologe) (* 1950), deutscher Sozialwissenschaftler und Hochschullehrer
- Bruce H. Mann (* 1950), US-amerikanischer Rechtswissenschaftler
- Bruno Mann (1874–1938), deutscher Politiker, Oberbürgermeister von Erfurt
- Burkhard Mann (* vor 1960), deutscher Schauspieler
- Byron Mann (* 1967), US-amerikanischer Schauspieler

### C
- Cameron Mann (* 1977), kanadischer Eishockeyspieler
- Carel Mann (1871–1928), niederländischer Schachkomponist
- Carl Mann (1942–2020), US-amerikanischer Sänger und Pianist
- Carla Mann (1881–1910), deutsche Schauspielerin
- Carol Mann (1941–2018), US-amerikanische Golfspielerin
- Carolin Steinmetzer-Mann (* 1980), deutsche Politikerin (Die Linke)
- Catherine L. Mann (* 20. Jahrhundert), US-amerikanische Ökonomin
- Charles C. Mann (* 1955), US-amerikanischer Autor und Journalist
- Charlotte Nielsen-Mann (* 1958), dänische Fußballspielerin
- Chris Mann (1949–2018), australischer Lyriker, Komponist und Performer
- Christian Mann (* 1971), deutscher Althistoriker und Schachspieler
- Christine Mann (* 1944), deutsche Autorin, Pädagogin, Theologin und Psychologin
- Christoph David Mann (1715–1787), deutscher Mediziner
- Claude Mann (* 1940), französischer Schauspieler, Sänger, Regisseur und Theaterdirektor
- Clive F. Mann (1942–2022), britischer Ornithologe
- Coramae Richey Mann (1931–2004), US-amerikanische Kriminalsoziologin
- Craig Mann, kanadischer Tonmeister

### D
- Daniel Mann (1912–1991), US-amerikanischer Regisseur
- Daniel Hager-Mann (* 1969), deutscher politischer Beamter (Bündnis 90/Die Grünen)
- Dany Mann (1938–2010), deutsche Sängerin und Schauspielerin
- Darren Mann (* 1989), kanadischer Filmschauspieler
- Dave Mann (Footballspieler) (1932–2012), US-amerikanischer Gridiron-Football-Spieler
- Dave Mann (Bogenschütze) (* 1957), kanadischer Bogenschütze
- David Mann (Komponist) (1916–2002), US-amerikanischer Komponist und Songwriter
- David Mann (Grafiker) (Motorcycle; 1940–2004), US-amerikanischer Grafiker
- David Mann (Radsportler) (* 1962), britischer Radrennfahrer
- David Mann (Schauspieler) (David Anthony Mann; * 1966), US-amerikanischer Schauspieler, Komiker und Sänger
- David S. Mann (* 1939), US-amerikanischer Politiker
- Delbert Mann (1920–2007), US-amerikanischer Filmregisseur
- Dieter Mann (1941–2022), deutscher Schauspieler
- Dietrich Mann (1935–2000), deutscher Jurist und Theologe

### E
- Ed Mann (1954–2024), US-amerikanischer Perkussionist und Komponist
- Edgar Mann (* 1961), deutscher Komponist und Pianist
- Edith Weiss-Mann (1885–1951), deutsche Cembalistin, Klavierpädagogin und Musikkritikerin
- Edward C. Mann (1880C1931), US-amerikanischer Politiker
- Eleonore Mann (1907–1980), deutsche Juristin

- Elisabeth Mann (Tony Buddenbrook) (1838–1917), Tante von Thomas Mann, Vorbild der Tony Buddenbrook
- Elisabeth Mann (Künstlerin) (1901–1996), deutsche Malerin, Zeichnerin, Kunsterzieherin und Puppenspielerin
- Elisabeth Mann (Unternehmerin) (1909–1995), deutsche Unternehmerin, Gestütsbesitzerin und Trabrennsportförderin
- Elisabeth Mann Borgese (1918–2002), Tochter von Katia und Thomas Mann, deutsch-kanadische Meeresrechtlerin und Ökologin

- Emil Mann (1886–1968), deutscher Orgelbauer
- Erica Mann (1917–2007), österreichisch-britische Architektin und Stadtplanerin
- Erik Celso Mann, US-Schauspieler
- Erika Mann (1905–1969), deutsche Schauspielerin und Kabarettistin
- Erika Mann (Politikerin) (* 1950), deutsche Politikerin (SPD)
- Ernst Mann (1886–1945), deutscher Verwaltungsjurist
- Ernst Ritter von Mann Edler von Tiechler (1864–1934), deutscher Vizeadmiral

### F
- Franziska Mann (Schriftstellerin) (1859–1927), deutsche Schriftstellerin
- Franziska Mann (1917–1943), polnische Tänzerin, siehe Franciszka Mann
- Frank Marcus Mann (* 1948), deutscher Diplomat
- Franz Mann (Entomologe) († 1903), deutscher Entomologe und Sammler
- Franz Karl Mann (1815–1889), deutscher Jurist und Politiker, MdL Bayern
- Frederick Alexander Mann (Fritz Mann; 1907–1991), britischer Jurist
- Fredric Rand Mann (1903–1987), US-amerikanischer Diplomat
- Frido Mann (* 1940), deutscher Psychologe und Schriftsteller
- Friedbert Mann (* 1934), deutscher Gewichtheber und Trainer
- Friedhelm Mann (* 1942), deutscher Klassischer Philologe
- Friedrich Mann (Pädagoge, 1825) (1825–1906), deutscher Lehrer und Naturwissenschaftler
- Friedrich Mann (Pädagoge, 1834) (1834–1908), deutscher Lehrer, Schriftsteller und Verleger
- Friedrich Mann (Christian Buddenbrook) (Friedel Mann; 1847–1926), Onkel von Thomas Mann, Vorlage für die Figur des Christian Buddenbrook
- Friedrich Mann von Tiechler (1776–1848), deutscher Generalmajor
- Friedrich Johann Mann (1853–1910), deutscher Kaufmann und Konsul
- Friedrich Theodor Mann (Adolph Werden; 1780–1843), deutscher Prediger, Schriftsteller und Herausgeber
- Fritz Mann (Konstrukteur) (1872–nach 1929), deutscher Konstrukteur, Maschinenbauer und Unternehmer
- Fritz Mann (Journalist) († 1963/1969), deutscher Journalist, Schriftsteller und Unternehmer
- Fritz Karl Mann (1883–1979), deutscher Ökonom und Soziologe

### G
- Gabriel Mann (Schauspieler) (* 1972), US-amerikanischer Schauspieler und Model
- Gabriel Mann (Komponist), US-amerikanischer Komponist und Sänger
- Georg Mann (* 1976), deutscher Bildhauer
- George Mann (Fußballspieler) (1873–??), schottischer Fußballspieler
- George Mann (Cricketspieler) (1917–2001), englischer Cricketspieler
- George Mann (Politiker) (1918–1984), US-amerikanischer Politiker
- George Mann (* 1978), britischer Schriftsteller, Herausgeber und Lexikograf
- George Anthony Mann (* 1951), britischer Richter
- George R. Mann (1856–1939), US-amerikanischer Architekt
- Gerald Mann (Musiker) (* 1964), deutscher Musiker
- Gerald Mann (Wirtschaftswissenschaftler) (* 1968), deutscher Wirtschaftswissenschaftler und Hochschullehrer
- Golo Mann (1909–1994), deutscher Historiker
- Gottfried Hendrik Mann (1858–1904), niederländischer Komponist, Dirigent und Pianist
- Gottfried Johannes Mann (* 1953), deutscher Physiker
- Graham Mann (1924–2000), britischer Segler
- Gunter Mann (1924–1992), deutscher Medizinhistoriker und Kunsthistoriker
- Günter Mann (1930–2016), deutscher Kaufmann und Stiftungsgründer
- Gustav Mann (1836–1916), deutscher Botaniker
- Gustav Müller-Mann (1862–1910?), deutscher Verlagsbuchhändler

### H
- Hank Mann (1887/88–1971), US-amerikanischer Schauspieler, Komiker, Regisseur und Drehbuchautor
- Hans Mann (Verwaltungsjurist), deutscher Verwaltungsjurist
- Hans Mann (Fotograf) (1902–1966), deutscher Fotograf
- Hans Mann (Biologe) (1910–1994), deutscher Hydrobiologe und Hochschullehrer
- Hans Jakob Mann (1887–1963), deutscher Maler
- Hans-Joachim Mann (* 1935), deutscher Vizeadmiral
- Hans-Martin Schönherr-Mann (* 1952), deutscher Politikwissenschaftler
- Harris Mann (1938–2023), britischer Automobildesigner
- Heinrich Mann (1871–1950), deutscher Schriftsteller
- Heinrich Mann (Politiker) (1927–2020), deutscher Bauunternehmer und Politiker
- Heinrich Philipp Mann (1835–1903), deutscher Bierbrauer
- Hellmuth Mann (* 1920), deutscher Orgelbauer
- Helmut Mann (Autor) († 1988), deutscher Uhrenhistoriker und Übersetzer
- Helmut Mann (Mediziner) (* 1938), deutscher Internist und Verbandsfunktionär
- Henry Mann (1905–2000), US-amerikanischer Mathematiker
- Herbert Mann (Polizeibeamter) (1896–1977), deutscher Polizeibeamter
- Herbert Mann (Fußballspieler) (1907–1977), englischer Fußballspieler
- Herbert Mann (Rennfahrer), deutscher Motorradrennfahrer
- Herbie Mann (1930–2003), US-amerikanischer Musiker
- Holger Mann (* 1979), deutscher Politiker (SPD)
- Horace Mann, 1. Baronet (1706–1786), britischer Diplomat
- Horace Mann (1796–1859), US-amerikanischer Pädagoge und Politiker
- Horace Mann junior (1844–1868), US-amerikanischer Botaniker
- Horst Mann (1927–2018), deutscher Leichtathlet
- Howie Mann (1927–2001), US-amerikanischer Schlagzeuger und Bandleader
- Hubert Mann (1920–2014), österreichischer Schauspieler
- Hugo Mann (1913–2008), deutscher Unternehmer

### I
- Ida Mann (1893–1983), australische Augenärztin und Hochschullehrerin
- Irene Mann (1929–1996), deutsche Tänzerin und Choreografin

### J
- J. J. Mann (* 1991), US-amerikanischer Basketballspieler
- James Mann (Optiker), britischer Optiker und Linsenhersteller
- James Mann (Mediziner) (1759–1832), US-amerikanischer Mediziner
- James Mann (Politiker) (1822–1868), US-amerikanischer Politiker
- James Mann (Schriftsteller) (* 1946), US-amerikanischer Schriftsteller
- James Robert Mann (Politiker, 1856) (1856–1922), US-amerikanischer Politiker (Illinois)
- James Robert Mann (Politiker, 1920) (1920–2010), US-amerikanischer Politiker (South Carolina)
- Jessica Mann (1937–2018), britische Autorin
- Jimmy Mann (Eishockeyspieler) (* 1959), kanadischer Eishockeyspieler
- Jimmy Mann (Dartspieler) (* 1978), englischer Dartspieler
- Job Mann (1795–1873), US-amerikanischer Politiker
- Joel Keith Mann (1780–1857), US-amerikanischer Politiker
- Johann Mann (Kaufmann) (Johann Bernhard Mann; 1791–1871), deutscher Kaufmann und Politiker
- Johann Adam Mann (1821–1886), deutscher Landwirt und Politiker, MdL Bayern
- Johann Bernhard Mann (1880–1945), deutscher Marineoffizier
- Johann Christoph Mann (1726–1782), österreichischer Komponist
- Johann Georg Mann (1717–1750), österreichischer Komponist und Organist, siehe Matthias Georg Monn
- Johann Jacob Mann (1787–nach 1851), deutscher Verwaltungsbeamter
- Johann Sigismund Mann (1687–1772), deutscher Schneider
- John Mann (Wasserballspieler) (* 1985), US-amerikanischer Wasserballspieler
- John Mann (Musiker) (1962–2019), kanadischer Singer-Songwriter und Schauspieler
- John Mann, Baron Mann (* 1960), britischer Politiker
- John Cecil Mann (1922–2002), englischer Historiker
- John Frederick Mann (1819–1907), britischer Entdeckungsreisender und Landvermesser
- Johnny Mann (1928–2014), US-amerikanischer Komponist und Arrangeur
- Jonathan Mann (* 1960), kanadischer Journalist
- Jordan Mann (* 1993), US-amerikanischer Hindernisläufer
- Josef Mann (1883–1921), österreichischer Sänger (Tenor)
- Julia Mann, Ehename von Julia da Silva-Bruhns (1851–1923), Mutter der Schriftsteller Heinrich und Thomas Mann
- Julia Mann, Geburtsname von Julia Löhr (1877–1927), Schwester von Heinrich und Thomas Mann
- Julia Mann (Badminton) (* 1971), englische Badmintonspielerin
- Julia Fuhr Mann (* 1987), deutsche Filmemacherin, Kuratorin und queer-feministische Aktivistin
- Julius Mann (1853–1931), deutscher Jurist und Anwalt

### K
- Karl Mann (Pfarrer) (1806–1869), deutscher evangelischer Pfarrer
- Karl Mann (Politiker) (1850–1925), deutscher Politiker
- Karl Mann (Jurist) (1920–2010), deutscher Jurist
- Karl Mann (Widerstandskämpfer) (1924–1944), österreichischer Widerstandskämpfer
- Karl Mann (Künstler) (* 1930), US-amerikanischer Collagist und Designer
- Karl Mann (Mediziner) (* 1948), deutscher Psychiater
- Karl Christian von Mann genannt Tiechler (1773–1837), deutscher Jurist und Herausgeber
- Karl Gerhard Mann (1903–nach 1971), deutscher Verleger
- Karl Heinrich Mann (1839–1900), schweizerischer Buchhändler, Verleger, Journalist und Arbeitersekretär
- Kasimir Mann (1910–1975), deutscher Grafiker und Maler
- Katharina Mann (Sängerin) (1902–nach 1954), deutsche Sängerin und Gesangspädagogin
- Katharina Hedwig Mann (1883–1980), deutsche Ehefrau des Schriftstellers Thomas Mann, siehe Katia Mann
- Katia Mann (1883–1980), Ehefrau von Thomas Mann
- Kelsey Mann (* 1972), US-amerikanischer Regisseur
- Kenny Mann (1927–2008), US-amerikanischer Saxophonist
- Klaus Mann (1906–1949), deutscher Schriftsteller
- Klaus Mann (Mediziner) (* 1945), deutscher Internist, Endokrinologe und Hochschullehrer
- Kristen Mann (* 1983), US-amerikanische Basketballspielerin

### L
- Lale H. Mann (* 1997), deutsche Schauspielerin
- Larry D. Mann (1922–2014), kanadischer Schauspieler und Synchronsprecher
- Leo Mann (1890–1958), Schweizer Anwalt und Politiker (SP)
- Leonard Mann (* 1947), italienischer Schauspieler
- Leonie Mann (1916–1986), deutsche Autorin und Übersetzerin
- Leslie Mann (* 1972), US-amerikanische Schauspielerin
- Lia Mann (1919–2020), jüdische Schriftstellerin und Aktivistin
- Lothar Mann (1935–2020), deutscher Schauspieler, Hörspiel- und Synchronsprecher
- Ludwig Mann (Mediziner) (1866–1936), deutscher Neurologe
- Ludwig Mann (Ingenieur) (1871–1959), deutscher Ingenieur, Statiker und Hochschullehrer

### M
- Manfred Mann (* 1940), südafrikanischer Musiker
- Marcel Mann (1987–2025), deutscher Synchronsprecher und Comedian
- Marcus Mann (Basketballspieler) (Marcus Lashaun Mann; * 1973), US-amerikanischer Basketballspieler und Geistlicher
- Marcus Mann (Fußballspieler) (* 1984), deutscher Fußballspieler, -trainer und -funktionär
- Marek Richard Mann (* 1942), deutscher Künstler und Buchillustrator
- Martin Mann (* 1944), deutscher Schlagersänger, Komponist, Texter und Produzent
- Mathilde Mann (1859–1925), deutsche Übersetzerin und Lektorin
- Matthias Mann (1929–2002), deutscher Schriftsteller und Literaturhistoriker, siehe Erich Heinemann (Schriftsteller)
- Matthias Mann (* 1959), deutscher Physiker und Biochemiker
- Max Mann, Pseudonym von Helmut Flender (Schriftsteller) (* 1969), deutscher Schriftsteller
- Max Friedrich Mann (1860–1932), deutscher Philologe, Lehrer und Herausgeber
- Max Georg Mann (1861–1936), deutscher HNO-Arzt
- Maximilian von Mann (1856–1939), deutscher Offizier und Maler
- Maximilian Mann (* 1987), deutscher Musicaldarsteller
- Mendel Mann (1916–1975), polnischer Schriftsteller, Journalist, Zeichner und Maler
- Michael Mann (Politiker) (1899–1971), österreichischer Politiker (SPÖ), Wiener Landtagsabgeordneter
- Michael Mann (Literaturwissenschaftler) (1919–1977), deutscher Musiker und Literaturwissenschaftler, Sohn von Thomas Mann
- Michael Mann (Bischof) (1924–2011), britischer Geistlicher, Bischof von Dudley
- Michael Mann (Soziologe) (* 1942), britisch-amerikanischer Soziologe
- Michael Mann (Regisseur) (* 1943), US-amerikanischer Regisseur und Drehbuchautor
- Michael Mann (Historiker) (* 1959), deutscher Historiker
- Michael E. Mann (* 1965), US-amerikanischer Klimatologe
- Michael Leonard Mann, bürgerlicher Name von Hollywood Fats (1954–1986), US-amerikanischer Gitarrist
- Mira Mann (* 1987), deutsche Autorin und Musikerin
- Mitchell Mann (* 1991), englischer Snookerspieler
- Monika Mann (1910–1992), deutsche Schriftstellerin
- Murray Gell-Mann (1929–2019), US-amerikanischer Physiker

### N
- Natalia Mann (* 1987), US-amerikanische Fußballspielerin
- Nelly Mann (1898–1944), Ehefrau von Heinrich Mann
- Nete Mann (* 1968), deutsche Schauspielerin
- Nicholas Mann (Gelehrter) († 1753), britischer Gelehrter, Fellow der Royal Society
- Nicholas Mann (Philosoph) (* 1942), britischer Philosoph und Hochschullehrer
- Nicholas Mann (Autor) (* 1954), britischer Autor esoterischer Bücher
- Nicholas Mann (Bratschist), US-amerikanischer Bratschist und Musikpädagoge
- Nicolas Mann (* 2000), deutscher Triathlet
- Nicole Mann (* 1977), US-amerikanische Astronautin
- Nigel Mann (1919–1984), britischer Autorennfahrer
- Norbert Mann (* 1943), deutscher Politiker (Bündnis 90/Die Grünen)

### O
- Ortrud Mann (1917–2006), schwedische Dirigentin
- Oskar Mann (1867–1917), deutscher Orientalist
- Otto Mann (Germanist) (1898–1985), deutscher Germanist, Literaturwissenschaftler und Hochschullehrer
- Otto Mann (Journalist) (1936/1940–2008), deutscher Sinologe, Journalist und Übersetzer

### P
- Paul Mann (Komponist) (1910–1983), österreichisch-amerikanischer Komponist
- Paul Mann (Schauspieler) (1913–1985), kanadischer Schauspieler und Sänger
- Paul Mann (Eishockeyspieler) (um 1923–2004), deutscher Eishockeyspieler
- Peter Mann (1924–1999), australischer Geistlicher, Bischof von Dunedin
- Phillip Mann (1942–2022), britischer Science-Fiction-Autor
- Philipp Leonhard Mann (1819–1876), deutscher Unternehmer und Politiker
- Pippa Mann (* 1983), britische Automobilrennfahrerin

### R
- Rahel Renate Mann (1937–2022), deutsche Psychotherapeutin und Lyrikerin
- Ralph Mann (1949–2025), US-amerikanischer Leichtathlet
- Renate Mann (1953–2021), österreichische Politikerin (SPÖ)
- Richard Mann (Musiker) (1883–nach 1937), deutscher Violoncellist und Komponist
- Richard Mann (1893–1960), deutscher Politiker (NSDAP)
- Robert Mann (Schiedsrichter) (1914–1994), britischer Fußballschiedsrichter
- Robert Mann (Musiker) (1920–2018), US-amerikanischer Geiger, Musikpädagoge und Komponist
- Robert Mann (Schauspieler), US-amerikanischer Schauspieler
- Robert Mann (Badminton) (* 1985), luxemburgischer Badmintonspieler
- Robert W. Mann (Komponist) (1925–2010), US-amerikanischer Komponist
- Robert W. Mann (Forensischer Anthropologe) (* 1949), US-amerikanischer forensischer Anthropologe
- Robert W. Mann (Filmproduzent), US-amerikanischer Filmproduzent
- Robert Wellesley Mann (1924–2006), US-amerikanischer Biomediziningenieur
- Roman Mann (1911–1960), deutscher Filmarchitekt, Architekt, Maler und Pädagoge
- Rudolf Mann (Buchhändler) († 1860), deutscher Buchhändler
- Rudolf Mann (Manager) (1861–1935), deutscher Industriemanager
- Rudolf Mann (Architekt), deutscher Architekt
- Rudolf Mann (Orgelbauer) (1913–??), deutscher Orgelbauer
- Rudolf Mann (Wirtschaftswissenschaftler) (* 1940), deutscher Wirtschaftswissenschaftler, Unternehmensberater und Herausgeber

### S
- Sally Mann (* 1951), US-amerikanische Fotografin
- Sandra Mann (* 1970), deutsche Künstlerin und Fotografin
- Sargy Mann (1937–2015), britischer Maler
- Scott Mann (Politiker) (* 1977), britischer Politiker
- Scott Mann (Regisseur), britischer Filmregisseur, Drehbuchautor und Filmproduzent
- Shelley Mann (1937–2005), US-amerikanische Schwimmerin
- Siegfried Mann (1926–2011), deutscher Verwaltungsjurist
- Simon Mann (1952–2025), britischer Offizier; später Söldner
- Simon Mann (Rennfahrer) (* 2001), italienischer Autorennfahrer
- Stanley Mann (1928–2016), kanadischer Drehbuchautor
- Stefan Mann (* 1975), deutscher Eishockeyspieler
- Stella Mann (1912–2013), österreichische Tänzerin und Choreografin
- Stephen Mann (* 1955), britischer Chemiker
- Stephen A. Mann (1834–1881), US-amerikanischer Politiker
- Steve Mann (* 1962), kanadischer Informatiker
- Stuart Mann (* 1972), englischer Snookerspieler
- Stuart Edward Mann (1905–1986), britischer Sprachwissenschaftler
- Sunil Mann (* 1972), Schweizer Autor
- Sy Mann (1920–2001), US-amerikanischer Pianist

### T
- Tamela Mann (* 1966), US-amerikanische Schauspielerin und Sängerin
- Terance Mann (* 1996), US-amerikanischer Basketballspieler
- Teresa Mann (1934–2017), panamaische Tänzerin und Tanzlehrerin
- Terrence Mann (* 1951), US-amerikanischer Schauspieler und Tänzer
- Thaddeus Mann (1908–1993), polnischer Biochemiker
- Theo Mann-Bouwmeester (1850–1939), niederländische Schauspielerin
- Theodor Mann (1887–??), deutscher Arzt
- Theodore Mann (1924–2012), US-amerikanischer Theaterregisseur und Produzent
- Théodore Augustin Mann (1735–1809), belgischer Ordensgeistlicher und Physiker
- Theophil Mann sen. (1831–1913), eigentlich Heinrich Jakob Theophilus Mann, deutscher Pianofabrikant, siehe Th. Mann & Co.#Theophil Mann sen.
- Theophil Mann (1857–1930), eigentlich Theophilus Christian Johann Mann, Molkereibesitzer und Gründer des Verlags Th. Mann in Hildesheim.
- Theophil Mann (Theologe) (1872–1939), deutscher methodistischer Theologe
- Theophil Mann jun. (1873–1935), eigentlich Karl Bernhard Theophilus Mann, deutscher Pianofabrikant, siehe Th. Mann & Co.#Theophil Mann jr.
- Thomas Mann (1875–1955), deutscher Schriftsteller
- Thomas Mann (Politiker, 1946) (* 1946), deutscher Politiker (CDU)
- Thomas Mann (Künstler) (* 1947), US-amerikanischer Künstler
- Thomas Mann (Politiker, 1949) (* 1949), US-amerikanischer Politiker (Demokratische Partei)
- Thomas Mann (Jurist) (* 1963), deutscher Jurist und Hochschullehrer
- Thomas Mann (Schauspieler) (* 1991), US-amerikanischer Schauspieler
- Thomas C. Mann (1912–1999), US-amerikanischer Diplomat
- Thomas E. Mann (* 1944), US-amerikanischer Politikwissenschaftler
- Thomas Johann Heinrich Mann (1840–1891), deutscher Kaufmann und Politiker
- Thomas W. Mann (* 1944), US-amerikanischer Theologe und Hochschullehrer
- Thompson Mann (1942–2019), US-amerikanischer Schwimmer
- Tobias Mann (* 1976), deutscher Kabarettist und Musiker
- Tom Mann (1856–1941), britischer Gewerkschafter und Politiker
- Tony Mann (1945–2019), australischer Cricketspieler
- Tracey Mann (* 1976), US-amerikanischer Politiker
- Travis Mann-Gow (* 1988), US-amerikanischer Biathlet und Radsportler
- Tre Mann (* 2001), US-amerikanischer Basketballspieler
- Trevor Mann, eigentlicher Name von Ricochet (Wrestler) (* 1988), US-amerikanischer Wrestler

### U
- Ulrich Mann (Theologe) (1915–1989), deutscher Theologe
- Ulrich Mann (Jurist) (1936–2023), deutscher Jurist und Staatssekretär
- Ulrich Mann (Musiker) (* 1953), deutscher Musiker, Komponist und Keyboarder

### V
- Viktor Mann (1890–1949), Bruder von Heinrich und Thomas Mann
- Vincent Heinrich Mann (1818–1889), deutscher Jurist und Richter

### W
- W. L. Mann, deutscher Schriftsteller
- Walter Mann (1898–1976), deutscher Forstwirt und Ministerialbeamter
- Walther Mann (1931–2009), deutscher Ingenieur und Hochschullehrer
- Werner Mann (* 1935), deutscher Sänger (Bassist)
- Wesley Mann(* 1963), US-amerikanischer Schauspieler
- Wilfried Mann (1931–2001), deutscher Sänger (Bariton)
- Wilhelm Mann (Maler) (1882–1957), deutscher Maler
- Wilhelm Mann (Zauberkünstler) (Arado Bellachini; 1893–1971), deutscher Artist und Zauberkünstler
- Wilhelm Mann (Mediziner) (1916–2012), deutscher Mediziner und Biochemiker
- Wilhelm Rudolf Mann (1894–1992), deutscher Industriemanager
- William Mann (Musikkritiker) (William Somervell Mann; 1924–1989), britischer Musikwissenschaftler und Musikkritiker
- William Abram Mann (1854–1934), US-amerikanischer Generalmajor
- William d’Alton Mann (1839–1920), US-amerikanischer Geschäftsmann und Zeitungsverleger
- William C. Mann (1934–2004), US-amerikanischer Computerlinguist
- William Hodges Mann (1843–1927), US-amerikanischer Politiker
- William J. Mann (* 1963), US-amerikanischer Schriftsteller, Biograf und Filmhistoriker
- William Julius Mann (Wilhelm Julius Mann; 1819–1892), deutsch-US-amerikanischer Theologe
- William M. Mann (William Montana Mann; 1886–1960), US-amerikanischer Entomologe
- William Robert Mann (1920–2006), US-amerikanischer Mathematiker
- Wolf Mann (Wolf J. Mann; * 1942), deutscher HNO-Arzt und Hochschullehrer
- Wolfgang Mann (* 1950), deutscher Maler und Komponist
- Wolfgang Mann (Anglist) (1907–1941), deutscher Anglist
- Woody Mann (1952–2022), US-amerikanischer Gitarrist